# الناحية (تقسيم إداري إيراني)
الناحية أو القضاء ترجم أيضا بلدة (بالفارسية: بخش bakhsh) هو نوع من التقسيم الإداري لإيران ویتشکل المقاطعات. ناحية مركزية (بالفارسية: بخش bakhsh markazi) هي ناحية ضمن المقاطعات.
كل محافظة في التقسيم الإدارى الإيراني تتكون من عدة مقاطعات (بالفارسية: شهرستان shahrestān) ولكل مقاطعة عدة من أقضية (بالفارسية: بخش bakhsh) ولكل أقضیة أو ناحية عدة من مناطق ريفية (بالفارسية: دهستان dahestan) وکل منطقة ريفية تتألف من قري (بالفارسية: روستا rosta).

## التقسيم الإداري في إيران
- أستان: محافظة.
- شهرستان: مقاطعة.
- شهر: مدينة .
- بخش: ناحية أيضًا ترجم بلدة.
- دهستان: قسم.
- روستا: قرية.

عادة تكون هناك بعض المدن وتسمى (بالفارسية: شهر shahr) ومناطق ريفية يطلق عليها اسم (بالفارسية: دهستان dehestān) في كل مقاطعة. تشتمل المناطق الريفية على عدة قرى ويتم اختيار أحد مدن المقاطعة كعاصمة أو مركز للمقاطعة.
تقسم إيران علي المحافظات (بالفارسية: استان)، والمحافظة علي مقاطعات (بالفارسية: شهرستان) والمقاطعة تتكون من عدة  نواحي  (بالفارسية: بخش) والناحية تتکون من مناطق ريفية (بالفارسية: دهستان) وکل منطقة ريفية تتألف من قري (بالفارسية: روستا).
| الوحدة الإدارية           | المسئول الأول               | المؤسسة الحكومية المرتبطة    | المقر             |
| ------------------------- | --------------------------- | ---------------------------- | ----------------- |
| بلد                       | وزير الداخلية               | وزارة الداخلية               | عاصمة             |
| محافظة                    | المُحافِظ                     | المُحافَظيٌَة                    | مقر المحافظة      |
| مقاطعة أو المديرية        | قائممقام أو مدير المديرية   | قائممقامية (قائممقامية خاصة) | مقر المقاطعة      |
| ناحية ترجم أيضًا بلدة      | مدير المركز أو مُدِيْرُ الناحية | مجلس البلدة                  | مقر البلدة        |
| منطقة ريفية ترجم أيضًا قسم | أمين مجلس المنطقة الريفية   | مجلس المنطقة ريفية           | مقر المنطقة ريفية |
| مدينة                     | أمين البلدية                | بلدية                        | غير موجودة        |
| قرية                      | صاحب القرية                 | مجلس القرية                  | غير موجودة        |